# Анн Парійо

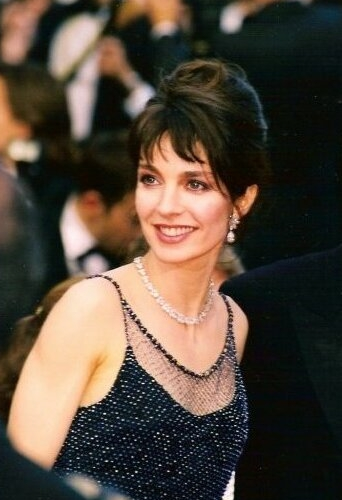
У Каннах, 1998

Анн Парійо (фр. Anne Parillaud; нар. 6 травня 1960, Париж) — французька кіноакторка.

## Біографія
Народилася 6 травня 1960 року в Парижі. У шкільні роки займалася балетом, у майбутньому збиралася стати адвокаткою. Але влітку 1976 року під час шкільних канікул потрапила на зйомки фільму «Пляжний готель» і вирішила стати акторкою.
До 1980 року Парійо знялася ще в трьох стрічках, але не була помічена публікою і пресою. По-справжньому її кар'єра почалася після роману з Аленом Делоном, який, пробуючи сили в режисурі, зайняв її в головних жіночих ролях у поліційних стрічках «За шкуру поліцейського» (1981) і «Неприборканий» (1983). Ці ролі також не принесли їй широкої популярності.
Зіркою Анн Парійо стала, виконавши головну роль у фільмі «Її звали Нікіта» (1990) у Люка Бессона, з яким вона пізніше одружилася. Ця роль у культовому фільмі принесла їй найбільшу популярність. Бойовик з елементами драми став однією з великих подій початку 1990-х. Щоб зіграти роль найманої вбивці спецслужб, Парійо брала уроки дзюдо протягом трьох місяців. За роль Нікіти в 1991 році акторка отримала премію «Сезар».
Після завершення зйомок шлюб розпався, але успіх фільму відкрив для Парійо двері до Голлівуду. Роль її опікуна й наставника в Голлівуді взяв на себе продюсер Марк Аллан.
Першою роботою акторки в Америці був фільм Джона Лендіса «Кров невинних» (1992), який добре прийняла публіка, але відкинула критика. У цьому фільмі акторка зіграла вампірку Марію, котра принципово обирає в жертви запеклих негідників. Наступним став фільм Вінсента Ворда «Карта людського серця» (1992).
Масовій ацдиторії знайома й інша американська роль Парійо — королеви-матері Анни Австрійської в «Людині в залізній масці» (1998) з Леонардо Ді Капріо.
У США Парійо також знялася у режисерки Катрін Брейя у фільмі «Інтимні сцени / Секс — це комедія» (2002). Роль альтер-его режисерки вимагала від Парійо весь фільм грати без гриму.
Незабаром акторка повернулася до Європи. Серед її робіт цього періоду — французька драма «Шість днів, шість ночей» та міжнародна постановка «Френкі Старлайт».
Усього у фільмографії акторки близько 30 ролей.

## Особисте життя
Анн Парійо у 2005—2010 роках була одружена з композитором Жаном-Мішелем Жарром.
Від Люка Бессона у 1987 році народила дочку Джульєтту.
Від Марка Аллана має синів Лу і Тео.

## Фільмографія
- Un amour de sable (1977)
- L'Hôtel de la plage (1978)
- Écoute voir… (1979)
- Girls (1980)
- Patrizia (1980)
- За шкуру поліцейського (1981)
- Le Battant, (1983)
- Juillet en septembre (1988)
- Che ora è? (1989)
- Nikita (1990)
- Innocent Blood (1992)
- Map of the Human Heart (1993)
- À la folie, (1994)
- Frankie Starlight (1995)
- Passage à l'acte (1996)
- Dead Girl (1996)
- The Man in the Iron Mask (1998) as Queen Anne
- Shattered Image (1998)
- Une pour toutes (1999)
- Gangsters (2002)
- Sex Is Comedy (2002)
- Deadlines (2004)
- Promised Land (2004)
- Tout pour plaire (2005)
- Demandez la permission aux enfants (2007)
- Une vieille maîtresse (2007)
- L'Imbroglio nel lenzuolo (2008)
- Dans ton sommeil (2009)